# 비버테일즈

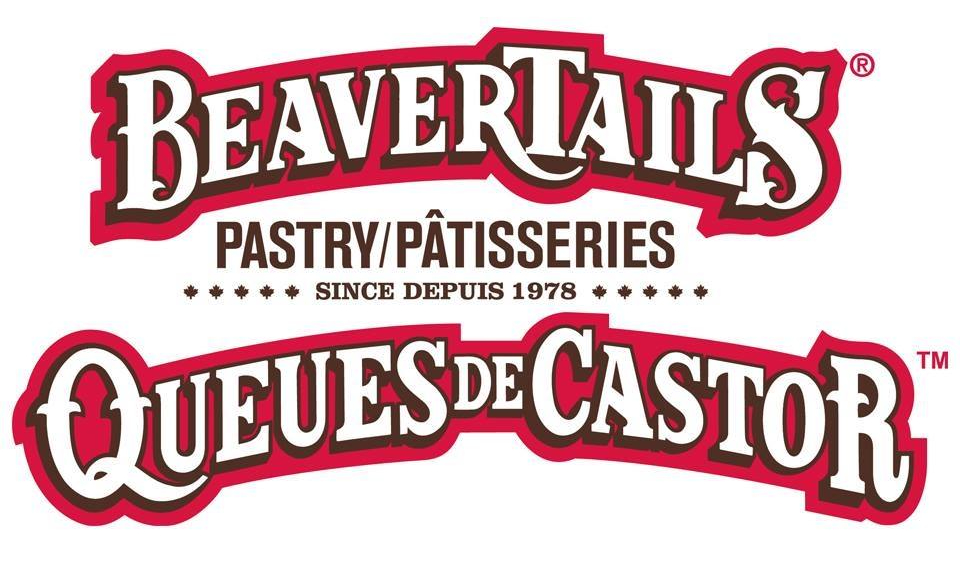
비버테일즈

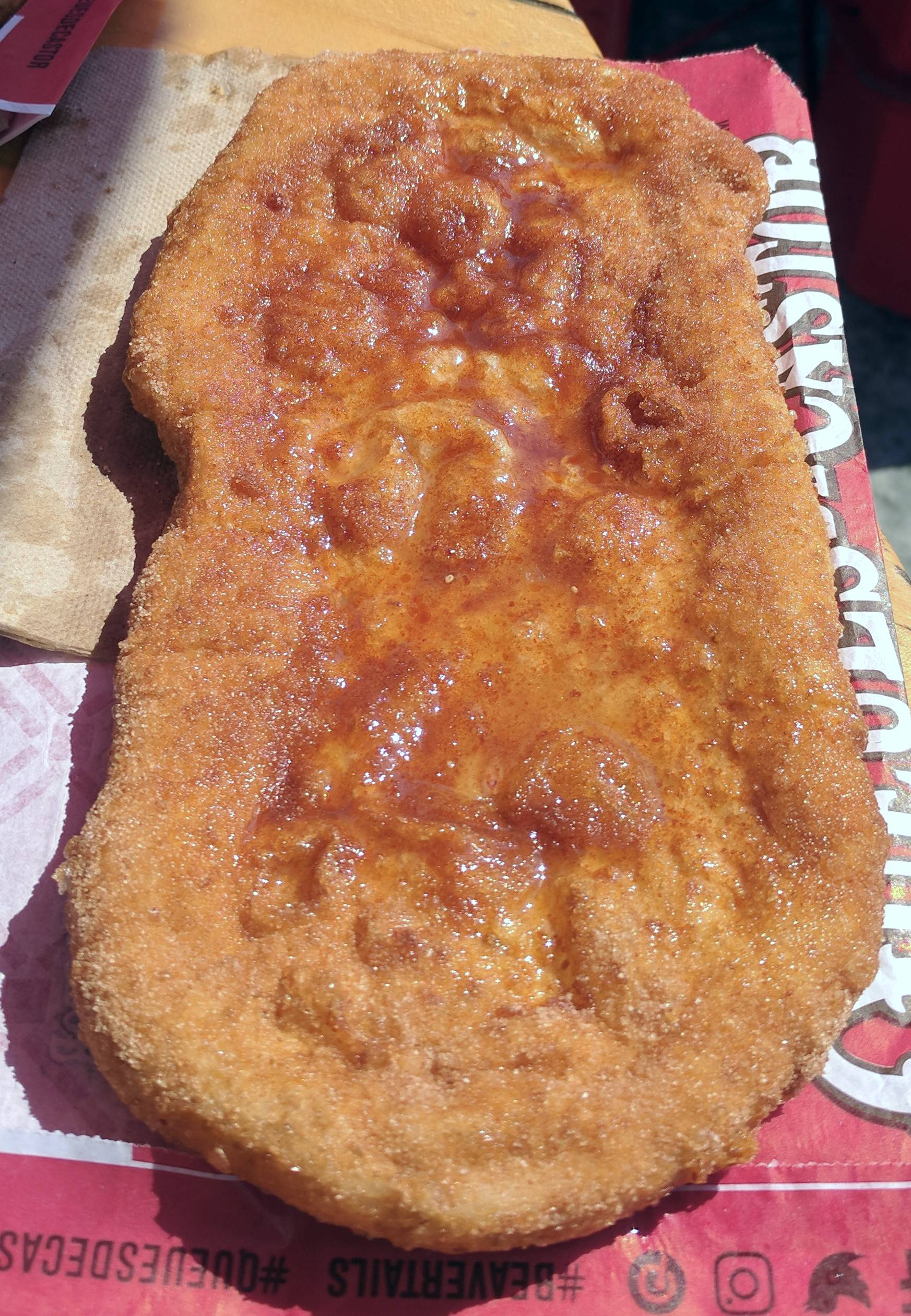
계피와 설탕을 얹은 기본형 비버테일즈

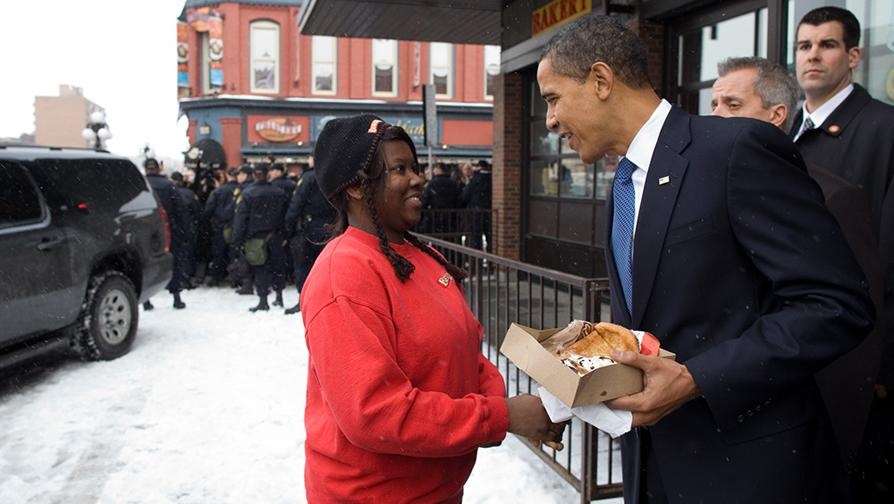
2009년 2월 19일 오타와 바이워드 마킷에 있는 지점을 방문한 버락 오바마

비버테일즈(BeaverTails)는 캐나다의 음식 체인회사로 동명의 패스트리 메뉴를 판매한다. 1978년 캐나다 온타리오주 랜프루카운티(Renfrew county)에 있는 킬라로에(Killaloe)에서 창립된 후 1980년 오타와에 첫 지점을 냈다. 2018년 현재 캐나다, 미국(유타주, 아칸소주, 위스콘신주, 미시간주, 뉴햄프셔주, 테네시주), UAE, 멕시코, 프랑스, 일본에 지점을 두고 있다.